# Liviu Pancu
Liviu Pancu (n. 5 mai 1968, Roman, județul Neamț) este un actor/regizor român Teatrul Național Tîrgu-Mureș și fondator al Teatrului Scena - bastionul Croitorilor - Cetatea MedievalăTirgu-Mures, Ordinul Cavalerilor Lup, Garda de Mures, Lupii de Foc și Stegarii de Mures

## Absolvent
- I.A.T.C. I.L. Caragiale București – actorie 1991
- U.A.T. Târgu-Mureș – regie de teatru 2004
- Formator de formatori 2012
- Manager de proiect 2012
- Doctorand Universitatea de Arte Tîrgu Mureș 2011 - 2015

## Actor-Regizor artistic
- Teatrul Național Tîrgu-Mureș
- Director Teatrul Scena
- Membru UNITER
- Fondator Teatrul Scena - Bastionul Croitorilor, Cetatea Tîrgu-Mureș
- Fondator Ordinului Cavalerilor Lup Tîrgu-Mureș, Garda de Mureș, Lupii de Foc, Stegarii de Mureș

## Actor colaborator
- Teatrul Odeon, Teatrul Național București, Teatrul L.S. Bulandra, Teatrul Mic,
- Teatrul Ion Creangă, Teatrul Excelsior, Trupa de dans Orion, Green Hours- Teatrul Luni

## Director artistic, Manager general
- Tabăra de Vară Scena 2002, 2003, 2004, 2005, 2006, 2007, 2008
- Zilele Tîrgumureșene 1999, Revelion în stradă Tîrgu-Mureș 2000
- Festival pentru copii Prezent-Lyceum-Yelen Tîrgu-Mureș 2001
- MedievArtFest Tîrgu-Mureș 2008, MedievArtFest Alba Iulia 2009,
- MedievArtFest Dumbrăveni 2013, 2014, MedievArtFest Sebeș 2014, 2015
- MedievArtFest Ardud 2014, 2015, 2016, 2017, 2018, 2021, 2022, 2023,   MedievArtFest Tirgu-Neamt 2014, 2015
- UmorScena 2009, 2010, 2011, 2012, 2013, 2014, 2015, 2016, 2017, 2018 Tîrgu-Mureș
- Festivalul Național Studențesc de Satiră și Umor 2013, 2014 Tîrgu Mureș
- Sighișoara Medievală 2002, 2004, 2010, 2011, 2012, 2013, 2014, 2015

## Activitate artistică

### Actorie
- Soldatul, Don Juan – „Jocuri pe teme de Jazz”– Teatrul L.S.Bulandra, Regia artistică și Coregrafia Miriam Răducanu
- Piotr – „Cei din urmă” de Maxim Gorki – Studioul Casandra, Regia atistică Sanda Manu
- Catindatul – „D’ale carnavalului” de I.L. Caragiale - Studioul Casandra, Regia artistică Ion Cojar
- Poetul  – „Merlin sau Țara pustie” de Tankred Dorst – Teatrul L.S.Bulandra, Regia artistică Cătălina Buzoianu
- Juan Pablo Casttel – „Viață și Moarte” – Teatrul L.S.Bulandra, Regia artistică și Coregrafia Mihaela Santo
- Profesorul – „Visul” scenariu după A. Strimberg - Studioul Casandra, Regia artistică Cătălina Fernoagă
- Iisus – „Patimile lui Iisus” – T.N. București, Scenariul și Regia artistică Mușata Mucenic
- Arlechino – „Lunile Lunii” – Teatrul Mic, Scenariu teatral și Regia artistică Liliana Ceterchi
- Arlechino – „Dragostea pusă la încercare” de Basilio Locatelli – Teatrul Ion Creangă, Regia artistică Sandu Mihai Gruia, Adaptarea TV Cornel Todea TVR 1
- Poetul – „Carmina Burana” de Carl Orff – T.N. București-Trupa Orion, Regia artistică și Coregrafia Ion Tugearu
- Ariel – „Visul unei nopți de vară” de William Shakespeare – Teatrul Ion Creangă, Regia artistică Cornel Todea
- Stegozaurus – „Aventurile Vrăjitoarei Megg” – Teatrul Ion Creangă, Regia Cornel Todea
- Circarul, Preotul – „La țigănci” după M. Eliade – Teatrul Odeon, Regia artistică Alexander Hasvater
- Ursul – „Cocoșelul neascultător” de Ion Lucian – Teatrul Excelsior, Regia artistică Ion Lucian
- Arlechino – „Pățaniile lui Arlechino” – T.N. Tîrgu Mureș, Scenariu teatral și Regia artistică Mona Chirilă
- Gheorghe – „Soacra cu trei nurori” de Ion Creangă – T.N. Tîrgu Mureș Regia artistică Aurel Ștefănescu
- Cavalerul Hans – „Ondine” de Jean Giraudoux – T.N. Tîrgu Mureș, Regia artistică Irina Boeriu
- Vanitosul – „Micul Prinț” după Antoine de Saint-Exupery – TN Tîrgu Mureș, Regia artistică Cornel Popescu
- Ofițerul pilot – „Cartofi prăjiți cu orice” de Arnold Wesker – T.N. Tîrgu Mureș, Regia artistică Cornel Popescu
- Comisarul Troughton – „Bigamul” de Ray Cooney – T.N. Tîrgu Mureș, Regia artistică Cristian Ioan
- Catindatul – „D’ale carnavalului” de I.L. Caragiale – T.N. Tîrgu Mureș, Regia artistică Grigore  Gonța
- Necunoscutul – „Amorphe d’Ottenburg” de Jean Claude Grumberg – T.N. Tîrgu Mureș, Regia artistică Cristian Ioan
- Sinbad Tatăl – „Sindbad din Tată în Fiu” de Paul Mattar – T.N. Tîrgu Mureș, Regia artistică Hagop der Ghougassian
- Calfă – „Manole sau Darul de a Iubi” – T.N. Tîrgu Mureș, Regia artistică Cristian Ioan, Coregrafia Florin Fieroiu
- Alexei Sergeevici Bulanov – „Pădurea” de N.A. Ostrovski – T.N. Tîrgu Mureș, Regia artistică Alexandru Colpaci
- Șeful cimitirului – „Ne vedem mai târziu sau mâine” de Emil Mladin – T.N. Tîrgu Mureș, Regia artistică Gelu Badea
- Eduardo – „Intrusa” după J.L.Borges – Teatrul Scena, Regia artistică și mișcarea scenică Liviu Pancu
- Catindatul – „D’ale carnavalului” de I.L. Caragiale – T.N. Radu Stanca Sibiu, Regia artistică Silviu Purcărete
- Claudiu – „Amurgul burghez” de Romulus Guga – T.N. Tîrgu Mureș, Regia artistică Anca Bradu
- Preotul – „Portughezul” de  Zoltán Egressy – T.N. Tîrgu Mureș, Regia artistică Kincses Elemér
- Willy Batzler (director) – „Martiri” de Marius von Mayenburg – T.N. Tîrgu Mureș, Regia artistică Theodor Cristian Popescu
- Recital de poezie religioasă  – Teatrul Scena, Regia artistică Liviu Pancu
- Zidul – ,,Visul unei nopți de vară” de William Shakespeare – T.N. Tîrgu-Mureș, Regia artistica Vlad Massaci
- Catindatul – „D’ale carnavalului” de I.L. Caragiale – T.N. Tîrgu Mureș, Regia artistică Adi Iclenzan
- Take - ,,Take, Ianke și Cadâr” de V.I.Popa - T.N.Tîrgu-Mureș, Regia artistică Nicu Mihoc
- Maiorul - „Jocul de-a vacanta” de Mihail Sebastian - T.N. Tîrgu-Mureș, Regia artistică Nicolas Cristache
- Penciulescu - „Jocul Ielelor” de Camil Petrescu - T.N.Tîrgu-Mureș, Regia artistică Adi Iclenzan
- Judecatorul - ,,Jap, jap, poc, poc” de Daniel Oltean - T.N. Tîrgu-Mureș, Regia artistică Silviu Oltean
- Gonzalo - „Prospero” de William Shakespeare - T.N. Tîrgu-Mureș, Regia Nicolas Cristache

### Regie artistică/ Mișcare scenică
- Dragostea pe teme de jazz în cadrul Galei ,,Tânărului Actor” Costinești – Universitatea Hyperion București / Regia și mișcare scenică
- Vis de cabinier– Institutul Francez – UNITER/Art Shool / Regia și mișcare scenică
- Noi și Voi în cadrul Festivalului ,, Mihai Eminescu” Buzău – Universitatea Hyperion / Regia și mișcare scenică
- Viață de paiață – Casa Americii Latine/Universitatea Hyperion - București /  Regia și mișcare scenică
- Ici et maintenant– Institutul Francez – UNITER/Art School /  Regia și mișcare scenică
- Fahrenheit 451 după Ray Bradbury – Teatru Tîrgu-Secuiesc – Mișcare scenică
- Farsa Jupânului Pathleine – Teatrul Odeon - Liceul ,,Ion Neculce” București, Tîrgu-Mureș / Regia și mișcare scenică
- Scene din Faust – Fundația Culturală Scena - ,,Festivalul Guliver”– ediția a V-a Galați / Regia și mișcare scenică
- Acting & Jazz –  Green Hours/Teatrul Luni București 1997 /  Regia și mișcare scenică
- Dragostea pe teme de jazz după texte de J. Prevert – Teatrul Luni / Regia și mișcare scenică
- Macbeth de William Shakespeare – U.A.T. Tîrgu-Mureș / secția română / Mișcare scenică
- Kiralykek – Teatrul Maghiar ,,Tamási Áron” Sf. Gheorghe / Mișcare scenică
- Jó reggelt napsugár – UAT/ secția maghiră Tîrgu-Mureș / Mișcare scenică
- Antigona – Ungaria, Káptalantóti  1999 / Mișcare scenică
- Egy szerelem három éjszakája de Hubay Miklós - Ránki György - Vas István,– UAT/secția maghiră Târgu-Mureș 1999 / Regia și mișcare scenică
- Egy szerelem három éjszakája de Hubay Miklós - Ránki György - Vas István,– Ungaria - Zsámbék / Regia și mișcare scenică
- Bank Ban de Katona Jozsef – Zsámbék / Mișcare scenică
- Lumea circului (scenariu de pantomimă) – Teatrul Scena / Regia și mișcare scenică
- Slugă la doi stăpâni după Carlo Goldoni – limba maghiară – Teatrul Scena / Regia și mișcare scenică
- Exercițiu Don Juan – U.A.T. /  secția română Tîrgu-Mureș / Mișcare scenică
- Când vinul este rece de John Kendric– Clubul Presei / Regia și mișcare scenică
- Romeo și Julia de William Shakespeare – Teatrul Scena / Regia și mișcare scenică
- F. 451 scenariu teatral după Ray Bradbury – Teatrul Scena / Regia și mișcare scenică
- Un gând bun de Crăciun – spectacol televizat Antena 1 Tîrgu-Mureș / Regia artistică
- Hamlet de William Shakespeare – Teatrul Scena / Regia și mișcare scenică
- Cocoșelul neascultător”de Ion Luchian – Teatrul Scena / Regia și mișcare scenică
- Cei trei muschetari după Al. Dumas – Teatrul Scena / Regia și mișcare scenică
- Privește înapoi cu mânie de John Osborne – T.N. Tîrgu-Mureș / Regia și mișcare scenică
- O noapte furtunoasă de I.L.Caragiale – U.A.T. / secția română Tîrgu-Mureș 2005 / Regia și mișcare scenică
- Zoo Story de Edward Albee – T.N. Tîrgu-Mureș- secția maghiară 2006 / Regia și mișcare scenică
- Și fluturii sunt liberi de Leonard Gersche – T.N. Tîrgu-Mureș / Regia și mișcare scenică
- Eu scenariu teatral după Istoria religiilor de Mircea Eliade – Teatrul Scena / Regia și mișcare scenică
- Divorț în direct de Horia Gârbea – T.N. Tîrgu-Mureș / Teatrul Scena / Regia și mișcare scenică
- La legende de Maître Manole scenariu teatral Paul Mattar, Liviu Pancu – Theatre Monott, Beiruth / Regia și mișcare scenică
- Zamolxe de Lucian Blaga – Teatrul Scena / Regia și mișcare scenică
- Computerul vieții după Ecaterina Oproiu – Teatrul Scena / Regia și mișcare scenică
- Oedip rege de Sofocle – Teatrul Scena / Regia și mișcare scenică
- Adorabila fecioară – Teatrul Scena / Regia și mișcare scenică
- Opera de trei parale de Bertolt Brecht – T.N. Tîrgu-Mureș / Regia și mișcare scenică
- Poezie Erotică pe Muzică Eroică poezie universală – T.N. Tîrgu-Mureș / Regia și mișcare scenică
- Cerere în căsătorie de A.P. Cehov – Radio Tîrgu-Mureș / Teatrul Scena / Regia și mișcare scenică
- Cântarea Cântărilor” – Teatrul Scena / Regia și mișcare scenică
- Umbra speranței” de Cornel Udrea – Festivalul Național de Teatru Bistrița / Regia și mișcare scenică
- Anonimul venețian” de Giuseppe Berto – T.N. Tîrgu-Mureș / Regia și mișcare scenică
- Cele 7 zile ale lui Simone Labrosee de Carole Frechette – Teatrul Scena / Regia și mișcare scenică
- Merlin – Vrăjitorul lumii medievale după Tankred Dorst – Teatrul Scena / Regia, mișcarea și luptele scenice
- Cameristele de Jean Genet – Teatrul Scena / Regia și mișcare scenică
- Intrusa după J.L.Borges – Tango argentinian – Teatrul Scena / Regia și mișcare scenică
- Doi pe un balansoar de William Gibson – Teatrul Scena / Regia artistică
- Vlad Cavalerul Dreptății scenariu teatral Liviu Pancu – Teatrul Scena / Regia, mișcarea și luptele scenice
- Jacques de Molay - 700 de ani de cavalerism scenariu teatral Liviu Pancu – Teatrul Scena / Regia, mișcarea și luptele scenice
- Leul de Aur scenariu teatral după Legenda Leului de Aur Sebeș – Teatrul Scena / Regia, mișcarea și luptele scenice
- Scena - Mike Godoroja scenariu teatral Liviu Pancu după J. Prevert, muzica Mike Godoroja & Blue Spirit – Teatrul Scena / Regia artistică
- Take, Ianke și Cadîr la Marosvásárhely după Victor Ion Popa – Teatrul Scena / Regia artistică
- O seară cu Marele Will scenariu teatral Liviu Pancu după Operele Marelui William Shakespeare – Teatrul Scena / Regia artistică
- Furtuna” după William Shakespeare – Teatrul Scena 2016 / Regia, mișcarea și luptele scenice
- Mister și ritual – Bal U.M.F. Tîrgu-Mureș / Regia, mișcarea și luptele scenice
- Agent Papiu – Bal Colegiul Național Al.Papiu Ilarian, T.N. Tîrgu-Mureș / Regia, mișcarea și luptele scenice
- MedievalArt Papiu – Bal Colegiul Național Alexandru Papiu Ilarian, T.N. Tîrgu-Mureș / Regia, mișcarea și luptele scenice
- F. 451 - S.O.S Culturii, Artelor și Umanității" – Bal Colegiul Național Unirea, Teatrul Scena, T.N. Tîrgu-Mureș / Regia, mișcarea și luptele scenice
- Our Side's Story" – Bal Colegiul Național ,,Unirea'', UnireaArtScena, Teatrul Național Tîrgu-Mureș / Regia, mișcarea și luptele scenice
- Cabaret – Bal Liceul Economic, T.N. Tîrgu-Mureș / Regia, mișcarea și luptele scenice
- Ah, vecină, vecină, vecină  de N. Foster – Teatrul Scena

## Filmografie, TV
- Extemporal la dirigenție (1988) - elevul Georgescu
- Drumeț în calea lupilor (1990) - ucenicul
- Cine are dreptate? (1990) - Lică Tuțea
- Un bulgăre de humă (1990) - Constantin, fiul lui Ion Creangă
- Timpul liber (1993)
- Punctul zero (1996) - aghiotant
- TVR 1 momente de teatru-dans 1993 Miriam Răducanu
- Arlechino - „Dragostea pusă la încercare” Cornel Todea TVR 1
- Calfa - „Dreptatea” de Alexandru Blaier
- Un gând bun de Crăciun – spectacol televizat Antena 1 Tîrgu-Mureș / Regia artistică